# Adekar (distrito)
Adekar é um distrito localizado na província de Bugia, Argélia, e cuja capital é a cidade de mesmo nome, Adekar. Segundo o censo de 2008, a população total do distrito era de 24 105 habitantes.[carece de fontes?]

## Municípios
O distrito está dividido em três comunas:
- Adekar
- Taourirt Ighil
- Beni Ksila